# Tute Bianche

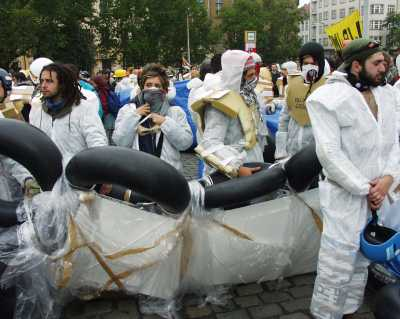
Membre del Moviment Social Italià Tute Bianche

Tute Bianche (literalment "bates blanques") va ser un moviment antiglobalització actiu entre 1994 i 2001, inspirat en les idees anarcozapatistes.

## Origen
Tot i que no hi ha acord sobre quines van ser les primeres experiències del moviment, que solen situar-se al Vènet, Milà o Roma, sembla que el seu nom es va originar el 1994, quan l'aleshores alcalde de Milà i membre de la Lliga Nord, Marco Formentini, va ordenar el desallotjament del centre social ocupat Leoncavallo i va dir que "des d'ara, els ocupes no seran més que fantasmes vagant per la ciutat". Aquesta declaració va ser presa irònicament durant la gran manifestació subseqüent, on molts dels manifestants van atacar la policia i van crear aldarulls vestits de color blanc. A grans trets, el moviment va sorgir "d'un grup de centres socials dels que hem anomenat 'renovadors' (fonamentalment del nord d'Itàlia)... [que] va acabar agrupant-se el 1998 al voltant del document política Carta di Milano". Aquest document recollia tres punts de gran importància pel moviment: la desobediència com a mecanisme jurídic de resposta a les noves contradiccions socials, la renda de ciutadania i la conquesta de drets per a tots, escapant de la dinàmica "conflicte-repressió-lluita contra la repressió".
Segons Wu Ming 1 (Roberto Bui), el moviment de les tute bianche estava influenciat per l'autonomia italiana dels anys 70, el neozapatisme i els treballs de construcció de mites (o mitopoiesi) utilitzats com a acció política.

## Activitat
Les tute bianche van ser especialment actives durant les protestes dels anys posteriors. Els activistes cobrien els seus cossos amb encoixinat per resistir els cops de la policia, per empènyer a través de línies de la policia, i poder marxar junts en grans blocs per a la protecció mútua durant les manifestacions.
Van ser vistos a les reunions de l'FMI a Praga el 2001 encapçalant el yellow block de desobediència civil i incloent la participació d'espanyols, finesos, txecs, grecs i anglesos a més d'italians, i també a Roma el 2003. Per a la majoria dels pacifistes, "Tute Bianche" són partidaris de la desobediència civil i organitzadors a vegades dificultats per contenir els seus joves activistes disposats a fer batalla amb la policia, com es veu a Gènova al G8 2001, la seva auto-dissolució. Els seus hereus actuals són Itàlia Disobbedienti.

«Si la lluita té per objecte aconseguir la visibilitat, el color de la lluita és de color blanc, i el roba blanca cobreix tot el cos.»